# 小行星1013
小行星1013（1013 Tombecka）是一颗围绕太阳公转的小行星。
該小行星以法國化學家丹尼爾·托姆貝克（Daniel Tombeck）命名。

## 参数
这颗小行星的绝对星等为10.12等，自转周期为6.053小时。